# La Chapelle-d’Aligné
La Chapelle-d’Aligné település Franciaországban, Sarthe megyében. Lakosainak száma 1725 fő (2022. január 1.). La Chapelle-d’Aligné Louailles, Durtal, Le Bailleul, Crosmières, Notre-Dame-du-Pé és Précigné községekkel határos.

## Népesség
A település népességének változása:
| Lakosok száma | 1613 | 1660 | 1711 | 1694 | 1698 | 1701 | 1711 | 1714 | 1725 |
|               | 2013 | 2015 | 2016 | 2017 | 2018 | 2019 | 2020 | 2021 | 2022 |